# Matamani
Matamani (ou Mantangmane) est une localité du Cameroun, située dans l'arrondissement de Mundemba, le département du Ndian et la Région du Sud-Ouest.

## Population
La localité comptait 44 habitants en 1953, 48 en 1968-1969, 25 en 1972, principalement des Bima du groupe Oroko.
Lors du recensement national de 2005, Matamani comptait 11 habitants.